# Хлодомер
Хлодомер е франкски крал от рода на Меровингите, един от четирите сина на Хлодвиг, а майка му е Клотилда.

## Живот
След смъртта на баща си през 511 г., разделя кралството с тримата си братя Хлотар I, Хилдеберт I и Теодорих I. Последният, като най-голям, взима основната част – западните територии на кралството, и Хлодомер разпределя остатъка с другите си двама братя. Пада му се Орлеанското кралство по течението на река Лоара, запазило до голяма степен гало-римските традиции от времето на Сиагрий. Основни градове в кралството са Тур, Орлеан и Поатие.
Хлодомир се жени за Гондиока, която му ражда 3-ма сина – Теодебалд, Гунтар и Клодоалд, бъдещия св. Клод.
През 523 – 524 г. участва с тримата си братя в успешния поход към Бургундия, като пленява крал Сигизмунд и семейството им. Въпреки това, Бургундското кралство е възстановено от братя на Сигизмунд – Годомар III и това принуждава Хлодомир на нов поход през 524 г. и е убит на 25 юни 524 г. край Везеронс.

## След смъртта му
За невръстните му деца се грижи майка им Клотилда до нейния брак с Хлотар I, който обаче няма как да анексира териториите на убития си брат, защото франкските закони изискват разпределението им на всички живи синове. За да избегне това, Хлотар I се обединява с брат си Хилдеберт I, за да организира убийството на невръстните наследници. Братята убиват синовете му с изключение на Клодоалд, който успява да избяга. Последният става по-късно абат на Ножан, предпочитайки да жертва косата си, символ на франкската власт, отколкото живота си.
В резултат Орлеанското кралство е разделено между останалите трима братя.